# Friend Opportunity
Friend Opportunity — восьмой студийный альбом американской инди-рок группы Deerhoof из Сан-Франциско (штат Калифорния). Он был выпущен 23 января 2007 года на лейблах Kill Rock Stars, ATP Recordings, 5 Rue Christine.

## Отзывы
| Совокупная оценка          | Совокупная оценка |
| Источник                   | Оценка            |
| -------------------------- | ----------------- |
| Metacritic                 | 78/100            |
| Оценки критиков            |                   |
| Источник                   | Оценка            |
| AllMusic                   | [ 3 ]             |
| The A.V. Club              | A−                |
| The Guardian               | [ 5 ]             |
| Mojo                       | [ 6 ]             |
| MSN Music (Consumer Guide) | C+                |
| NME                        | 7/10              |
| Pitchfork                  | 8.9/10            |
| Q                          | [ 10 ]            |
| Rolling Stone              | [ 11 ]            |
| Spin                       | [ 12 ]            |

Альбом получил положительные отзывы музыкальных критиков. Хизер Фарес из AllMusic отметил, что «После блестящего размаха The Runners Four было бы логично, если бы Deerhoof продолжили двигаться в том же направлении на своем следующем альбоме. Оказалось, что Friend Opportunity — это образец эффективности, в десять треков вложено столько же ослепительного творчества, сколько в 20 треков The Runners Four. Как будто группа взяла идеи, которые они выкинули в прошлый раз — более обтекаемые, структурированные песни в сочетании с более широкой звуковой палитрой — и добавила больше высококонцентрированной сладости и странности для хорошей меры. Friend Opportunity — идеальное название для их подхода: они ищут и находят лучшие возможности во всем, что попадается им на пути».

## Список композиций
| №                   | Название                       | Длительность |
| ------------------- | ------------------------------ | ------------ |
| 1.                  | «The Perfect Me»               | 2:40         |
| 2.                  | «+81»                          | 3:03         |
| 3.                  | «Believe E.S.P.»               | 3:07         |
| 4.                  | «The Galaxist»                 | 2:40         |
| 5.                  | «Choco Fight»                  | 3:01         |
| 6.                  | «Whither the Invisible Birds?» | 2:11         |
| 7.                  | «Cast Off Crown»               | 2:47         |
| 8.                  | «Kidz Are So Small»            | 1:59         |
| 9.                  | «Matchbook Seeks Maniac»       | 3:23         |
| 10.                 | «Look Away»                    | 11:45        |
| Общая длительность: | Общая длительность:            | 36:36        |

| №                   | Название                       | Длительность |
| ------------------- | ------------------------------ | ------------ |
| 1.                  | «The Perfect Me»               | 2:40         |
| 2.                  | «Choco Fight»                  | 3:00         |
| 3.                  | «+81»                          | 3:04         |
| 4.                  | «Believe E.S.P»                | 3:07         |
| 5.                  | «The Galaxist»                 | 2:42         |
| 6.                  | «Makko Shobu»                  | 2:07         |
| 7.                  | «Matchbook Seeks Maniac»       | 3:20         |
| 8.                  | «Cast Off Crown»               | 2:48         |
| 9.                  | «Kidz Are So Small»            | 1:59         |
| 10.                 | «Whither the Invisible Birds?» | 2:12         |
| 11.                 | «Look Away»                    | 11:46        |
| Общая длительность: | Общая длительность:            | 38:45        |

## Чарты
| Чарт (2007)                            | Высшая позиция |
| -------------------------------------- | -------------- |
| США (Billboard Top Heatseekers Albums) | 3              |
| США (Billboard Independent Albums)     | 14             |